# Chilijski język migowy

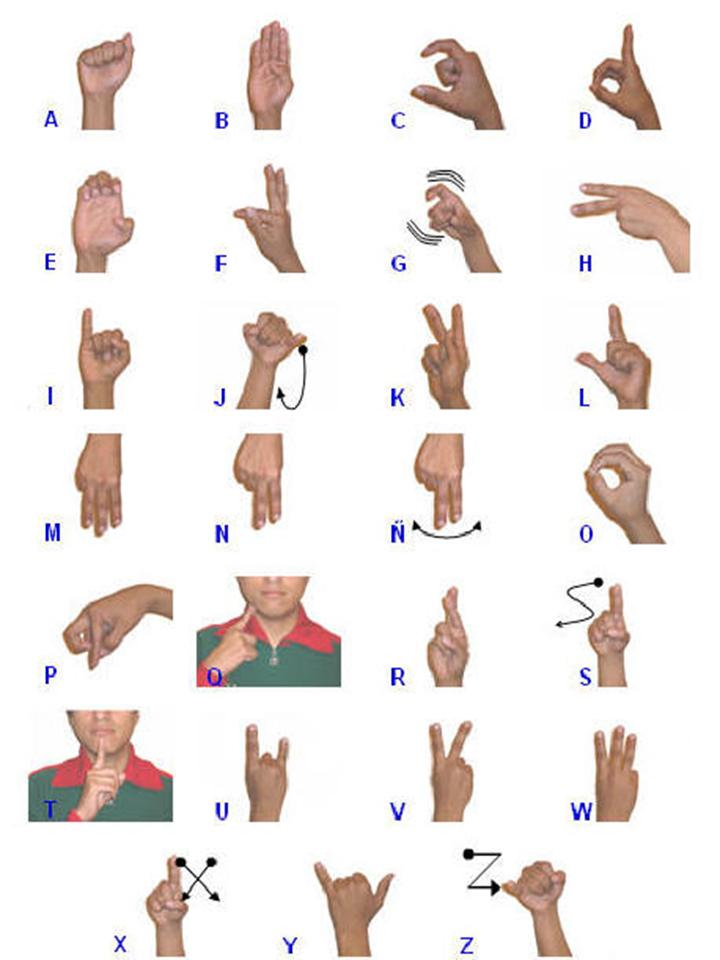
Chilijski alfabet palcowy

Chilijski język migowy – język używany przez głuchoniemych oraz przez 7 instytucji na terenie całego Chile.

## Liczba użytkowników
Liczbę użytkowników języka określa się na około 21 tysięcy. Liczbę osób niedosłyszących określa się na 292,7 tys. (2005, Fondo Nacional de la Discapacidad). Około 66,5 tysiąca osób w Chile stanowią osoby z całkowitą głuchotą, z czego 23,9 tys. to osoby poniżej 60 roku życia.